# Этхем Нежат
Этхем Нежат (тур. Ethem Nejat, 1883 — 29 января 1921) — турецкий революционер черкесского происхождения, один из основателей и генеральный секретарь Коммунистической партии Турции.

## Биография
Этнический черкес, пантюркист. Из-за своих политических взглядов в 1908 г. был вынужден бежать из страны. Жил и работал во Франции и США. После проведения конституционных реформ в Турции — вернулся и работал преподавателем. В 1909 г. одним из первых в Турции предложил программу подготовки скаутов. В 1910—1914 гг. в нескольких городах Анатолии пытался организовать борьбу учителей за свои права. В 1913 г. публикует первое в Турции социологическое исследование — «Духовная эволюция и законы науки». После начала Первой мировой войны становится добровольным помощником армии.
В 1917 г., как убежденный сторонник нового и прогрессивного, стал порывать с пантюркизмом, превратившимся в проводника консервативной и реакционной политики. В сентябре 1918 г. Этхем Нежат едет в Германию для проведения научных исследований. Там взгляды Нежата кардинально меняются: он становится коммунистом, организует из турецких студентов и рабочих марксистский кружок, переросший в Рабоче-Крестьянскую Партию, и начинает издавать газету «Освобождение» (тур. Kurtuluş). Участвует вместе со спартакистами в Ноябрьской революции.
В 1919 г. правительство Турции отзывает из Германии своих подданных. Вернувшись в страну, Нежат и его товарищи реорганизуют свою партию 23 сентября 1919 г. в Турецкую Рабоче-Крестьянскую Социалистическую Партию (тур. Türkiye İşçi ve Çiftçi Sosyalist Partisi) и продолжают издавать газету «Освобождение», а также безуспешно пытаются объединить усилия с «Турецкими социалистами» и «социал-демократами». К этому времени с ними на связь выходит турецкий большевик из Советской России Мустафа Субхи.
10 сентября 1920 г. в Баку проходит Первый Общий Съезд Турецких Коммунистов. На съезде было принято решение об объединении коммунистических групп Турции в Коммунистическую партию Турции, Мустафа Субхи был избран её председателем, Этхем Нежат — генеральным секретарём.
После съезда, его участники отправились в Анатолию, чтобы присоединиться к революционной борьбе в Турции, однако они подверглись нападениям сторонников Мустафы Кемаля и были вынуждены возвратиться через Трабзон в Баку. 28 января 1921 г. группа турецких коммунистов во главе с Мустафой Субхи и Этхемом Нежатом, спасаясь от преследователей, вынуждена была безоружной отплыть в Чёрное море на лодке. В ночь на 29 января Этхем Нежат и все его товарищи были зарезаны капитаном и командой судна, что получило название «Бойня пятнадцати».

## Книги
- Tekamül ve Kanunlar (Духовная эволюция и законы науки), U. Z. Ülkem, İstanbul, 1913.